# 1945 en Ontario
Chronologie de l'Ontario
- 1941
- 1942
- 1943
- 1944
- 1945
- 1946
- 1947
- 1948
- 1949

Cette page concerne des événements d'actualité qui se sont produits durant l'année 1945 dans la province canadienne de l'Ontario.

## Politique
- Premier ministre : George Drew (Parti progressiste-conservateur)
- Chef de l'Opposition: Farquhar Oliver (Parti libéral) (élu le 4 juin face au sortant Ted Jolliffe (PSDC))
- Lieutenant-gouverneur: Albert Edward Matthews (en)
- Législature: 21e (en) puis 22e (en)

## Événements

### Janvier
- 8 janvier : Brantford devient la première communauté canadienne de fluorer son approvisionnement en eau.

### Septembre
- 12 septembre : Les employés de Ford Motor à Windsor se mettent en grève.

## Naissances
- 15 janvier : Bonnie Burnard (en), romancier.
- 23 janvier : Mike Harris, 22e premier ministre de l'Ontario.
- 5 février : Nancy McCredie (en), athlète.
- 19 février : Jim Bradley, chef du Parti libéral de l'Ontario par intérim.
- 20 février : Donald McPherson, patineur († 24 novembre 2001).
- 4 mars : Patrick Boyer (en), député fédéral d'Etobicoke—Lakeshore (1984-1993).
- 6 mars : John A. MacNaughton, financier († 15 février 2013).
- 17 mars : Dave Bailey (en), athlète.
- 27 mai : Bruce Cockburn, auteur-compositeur-interprète et guitariste.
- 6 juillet : Bill Plager (en), défenseur de hockey sur glace († 3 janvier 2016).
- 12 novembre : Neil Young, chanteur et guitariste.
- 4 décembre : Roberta Bondar, première femme astronaute canadienne.

## Décès
- 24 octobre : Franklin Carmichael, peintre (° 4 mai 1890).